# Bedotia marojejy
Bedotia marojejy är en fiskart som beskrevs av Melanie L. J. Stiassny och Harrison 2000. Bedotia marojejy ingår i släktet Bedotia och familjen Bedotiidae. IUCN kategoriserar arten globalt som sårbar. Inga underarter finns listade.